# Římskokatolická farnost Doubravník
Římskokatolická farnost Doubravník je územní společenství římských katolíků v obci Doubravník s farním kostelem Povýšení svatého Kříže.

## Území farnosti
- Borač – kaple Panny Marie Růžencové
- Černvír – filiální kostel Nanebevzetí Panny Marie
- Doubravník
  - farní kostel Povýšení svatého Kříže
  - kaple sv. Maří Magdalény na kopci Bozinka nad Doubravníkem
  - kaple sv. Anny z roku 1696
- Husle
- Křeptov – kaple sv. Cyrila a Metoděje
- Křížovice – kaple sv. Cyrila a Metoděje
- Maňová – kaple Panny Marie Bolestné
- Pernštejnské Jestřabí – kaple Panny Marie Růžencové
- Rakové – kaple sv. Anny
- Sejřek – kaple sv. Anny
- Skorotice – kaple Panny Marie

## Historie farnosti
Na místě současného kostela se nacházel klášterní kostel místního ženského kláštera, založeného kolem roku 1230. Ještě na začátku 16. století byl asi chrám (i celý areál konventu) v poměrně dobrém stavu, nakonec se však Pernštejnové, majitelé místního panství, rozhodli si zde nechat zbudovat rodové pohřebiště v podobě nového kostela. Ten byl na náklady Jana IV. Bohatého a jeho bratra Vojtěcha postaven v letech 1535–1557. Pod presbytářem byla zřízena pernštejnská hrobka, která byla vypleněna švédskou armádou v roce 1645, v kněžišti se dodnes nachází šest náhrobních kamenů. Ve 40. letech 16. století byla k vybudované části chrámu dodatečně přistavěna sakristie. V roce 1792 bylo dřevěné zvonicové patro věže nahrazeno barokním zděným. Poslední velká úprava proběhla v letech 1859–1867, kdy nechal hrabě Vladimír Mitrovský přistavět k severozápadní stěně trojlodí novogotickou hrobku Mitrovských a dal do ní převézt tělesné pozůstatky svých předků. Dnes se v ní nachází 19 litinových sarkofágů.

## Bohoslužby
| Kostel                    | Místo      | Bohoslužba (den) | Hodina                           | Poznámka     |
| ------------------------- | ---------- | ---------------- | -------------------------------- | ------------ |
| Kostel Povýšení sv. Kříže | Doubravník | neděle pátek     | 10.00 17.00 (zima)/ 19.00 (léto) | farní kostel |

## Duchovní správci
V letech 1950–1951 působil v Doubravníku Stanislav Ledabyl, který byl zatčen a odsouzen v politickém procesu. Současným administrátorem excurrendo je od 1. srpna 1997 R. D. Zdeněk Chylík z Nedvědice.

## Aktivity ve farnosti
Dnem vzájemných modliteb farností za bohoslovce a bohoslovců za farnosti brněnské diecéze je 19. září. Adorační den připadá na 28. září.
Na území farnosti se koná Tříkrálová sbírka. Při sbírce v roce 2016 se vybralo jen v Doubravníku 24 443 korun. O rok později dosáhl výtěžek sbírky v Doubravníku 26 438 korun.